# Kessellaine
Die Kessellaine ist ein ganzjähriges Fließgewässer im Estergebirge in Bayern. Sie entsteht am Sattel zwischen den Kesselköpfen und dem Simetsberg. Im weiteren nordwärtigen Verlauf hat die Kessellaine eine Schlucht geschnitten, in der sie bis zum Talende und der Mündung in die Eschenlaine verläuft.
Die Schlucht der Kessellaine kann per Canyoning durchstiegen werden.